# Lijst van voetbalinterlands Koeweit - Qatar
Deze lijst van voetbalinterlands is een overzicht van alle officiële voetbalinterlands tussen de nationale teams van Koeweit en Qatar. De landen hebben tot nu toe 42 keer tegen elkaar gespeeld. De eerste ontmoeting, een wedstrijd tijdens de Golf Cup of Nations 1970, werd gespeeld in Manama (Bahrein) op 31 maart 1970. Het laatste duel, een groepswedstrijd tijdens de Golf Cup of Nations 2024, werd gespeeld op 27 december 2024 in Koeweit.

## Wedstrijden
| №  | Plaats    | Datum             | Competitie                 | Wedstrijd       | Uitslag |
| -- | --------- | ----------------- | -------------------------- | --------------- | ------- |
| 1  | Manama    | 31 maart 1970     | Golf Cup of Nations 1970   | Koeweit − Qatar | 4 − 2   |
| 2  | Riyad     | 26 maart 1972     | Golf Cup of Nations 1972   | Koeweit − Qatar | 5 − 0   |
| 3  | Koeweit   | 24 maart 1974     | Golf Cup of Nations 1974   | Koeweit − Qatar | 1 − 0   |
| 4  | Doha      | 28 maart 1976     | Golf Cup of Nations 1976   | Qatar − Koeweit | 0 − 4   |
| 5  | Doha      | 15 maart 1977     | WK 1978 kwalificatie       | Qatar − Koeweit | 0 − 2   |
| 6  | Doha      | 21 maart 1977     | WK 1978 kwalificatie       | Qatar − Koeweit | 1 − 4   |
| 7  | Bagdad    | 24 maart 1979     | Golf Cup of Nations 1979   | Koeweit − Qatar | 3 − 1   |
| 8  | Koeweit   | 25 september 1980 | Azië Cup 1980              | Koeweit − Qatar | 4 − 0   |
| 9  | Abu Dhabi | 4 april 1982      | Golf Cup of Nations 1982   | Qatar − Koeweit | 2 − 1   |
| 10 | Muscat    | 16 maart 1984     | Golf Cup of Nations 1984   | Koeweit − Qatar | 1 − 2   |
| 11 | Singapore | 3 december 1984   | Azië Cup 1984              | Koeweit − Qatar | 1 − 0   |
| 12 | Riffa     | 1 april 1986      | Golf Cup of Nations 1986   | Koeweit − Qatar | 2 − 1   |
| 13 | Riyad     | 3 maart 1988      | Golf Cup of Nations 1988   | Qatar − Koeweit | 1 − 1   |
| 14 | Koeweit   | 22 september 1989 | Vriendschappelijk          | Koeweit − Qatar | 1 − 0   |
| 15 | Koeweit   | 7 maart 1990      | Golf Cup of Nations 1990   | Koeweit − Qatar | 2 − 0   |
| 16 | Doha      | 17 mei 1992       | Vriendschappelijk          | Qatar − Koeweit | 0 − 0   |
| 17 | Doha      | 3 december 1992   | Golf Cup of Nations 1992   | Qatar − Koeweit | 4 − 0   |
| 18 | Abu Dhabi | 7 november 1994   | Golf Cup of Nations 1994   | Koeweit − Qatar | 1 − 0   |
| 19 | Doha      | 21 april 1996     | Vriendschappelijk          | Qatar − Koeweit | 3 − 1   |
| 20 | Muscat    | 28 oktober 1996   | Golf Cup of Nations 1996   | Qatar − Koeweit | 1 − 2   |
| 21 | Doha      | 19 september 1997 | WK 1998 kwalificatie       | Qatar − Koeweit | 0 − 2   |
| 22 | Koeweit   | 24 oktober 1997   | WK 1998 kwalificatie       | Koeweit − Qatar | 0 − 1   |
| 23 | Riffa     | 2 november 1998   | Golf Cup of Nations 1998   | Koeweit − Qatar | 6 − 2   |
| 24 | Bangkok   | 14 december 1998  | Aziatische Spelen 1998     | Qatar − Koeweit | 0 − 0   |
| 25 | Koeweit   | 24 september 2000 | Vriendschappelijk          | Koeweit − Qatar | 0 − 0   |
| 26 | Doha      | 12 januari 2001   | Vriendschappelijk          | Qatar − Koeweit | 1 − 0   |
| 27 | Koeweit   | 18 oktober 2001   | Vriendschappelijk          | Koeweit − Qatar | 0 − 1   |
| 28 | Riyad     | 25 januari 2002   | Golf Cup of Nations 2002   | Koeweit − Qatar | 0 − 1   |
| 29 | Koeweit   | 14 september 2003 | Azië Cup 2004 kwalificatie | Koeweit − Qatar | 2 − 1   |
| 30 | Doha      | 20 september 2003 | Azië Cup 2004 kwalificatie | Qatar − Koeweit | 2 − 2   |
| 31 | Koeweit   | 8 januari 2004    | Golf Cup of Nations 2003   | Koeweit − Qatar | 1 − 2   |
| 32 | Doha      | 20 december 2004  | Golf Cup of Nations 2004   | Koeweit − Qatar | 0 − 2   |
| 33 | Genève    | 31 juli 2005      | Vriendschappelijk          | Qatar − Koeweit | 1 − 0   |
| 34 | Doha      | 23 mei 2008       | Vriendschappelijk          | Qatar − Koeweit | 1 − 1   |
| 35 | Doha      | 17 maart 2009     | Vriendschappelijk          | Qatar − Koeweit | 1 − 0   |
| 36 | Aden      | 22 november 2010  | Golf Cup of Nations 2010   | Koeweit − Qatar | 1 − 0   |
| 37 | Doha      | 16 januari 2011   | Azië Cup 2011              | Qatar − Koeweit | 3 − 0   |
| 38 | Doha      | 4 januari 2014    | West-Azië Cup 2014         | Qatar − Koeweit | 3 − 0   |
| 39 | Basra     | 7 januari 2023    | Golf Cup of Nations 2023   | Koeweit − Qatar | 0 − 2   |
| 40 | Doha      | 21 maart 2024     | WK 2026 kwalificatie       | Qatar − Koeweit | 3 − 0   |
| 41 | Farwaniya | 26 maart 2024     | WK 2026 kwalificatie       | Koeweit − Qatar | 1 − 2   |
| 42 | Koeweit   | 27 december 2024  | Golf Cup of Nations 2024   | Koeweit − Qatar | 1 − 1   |

## Samenvatting
| Competitie            | Totaal gespeeld | Winst Koeweit | Gelijk | Winst Qatar | Doelsaldo Koeweit – Qatar |
| --------------------- | --------------- | ------------- | ------ | ----------- | ------------------------- |
| WK-kwalificatie       | 6               | 3             | 0      | 3           | 9 − 7                     |
| Azië Cup              | 3               | 2             | 0      | 1           | 5 − 3                     |
| Azië Cup-kwalificatie | 2               | 1             | 1      | 0           | 4 − 3                     |
| West-Azië Cup         | 1               | 0             | 0      | 1           | 0 − 3                     |
| Golf Cup of Nations   | 20              | 11            | 2      | 7           | 36 − 28                   |
| Aziatische Spelen     | 1               | 0             | 1      | 0           | 0 − 0                     |
| Vriendschappelijk     | 9               | 1             | 3      | 5           | 3 − 8                     |
| Totaal                | 42              | 18            | 7      | 17          | 57 − 52                   |

KFA · A-internationals · Bondscoaches · Statistieken · Koeweits vrouwenelftal · Koeweit U21 · Koeweit U20 · Koeweit U19 · Koeweit U18 · Koeweit U17
1960 – 1969 · 
1970 – 1979 · 
1980 – 1989 · 
1990 – 1999 · 
2000 – 2009 · 
2010 – 2019 ·
2020 − 2029
WK 1982
OS 1980 ·
OS 1992 ·
OS 2000
1961 · 
1962 · 
1963 · 
1964 · 
1965 · 
1966 · 
1967 · 
1968 · 
1969 · 
1970 · 
1971 · 
1972 · 
1973 · 
1974 · 
1975 · 
1976 · 
1977 · 
1978 · 
1979 · 
1980 · 
1981 · 
1982 · 
1983 · 
1984 · 
1985 · 
1986 · 
1987 · 
1988 · 
1989 · 
1990 · 
1991 · 
1992 · 
1993 · 
1994 · 
1995 · 
1996 · 
1997 · 
1998 · 
1999 · 
2000 · 
2001 · 
2002 · 
2003 · 
2004 · 
2005 · 
2006 · 
2007 · 
2008 · 
2009 · 
2010 · 
2011 · 
2012 · 
2013 ·
2014 ·
2015 ·
2016 ·
2017 ·
2018 ·
2019 ·
2020 ·
2021 ·
2022
Afghanistan ·
Algerije ·
Armenië ·
Australië ·
Azerbeidzjan ·
Bahrein ·
Bangladesh ·
Bhutan ·
Bosnië en Herzegovina ·
Bulgarije ·
Cambodja ·
China ·
Colombia · 
Cyprus ·
DDR ·
Duitsland ·
Ecuador ·
Egypte ·
Engeland ·
Filipijnen ·
Finland ·
Frankrijk ·
Hongarije · 
Hongkong ·
IJsland ·
India ·
Indonesië ·
Irak ·
Iran ·
Ivoorkust ·
Japan ·
Jemen ·
Jordanië ·
Kameroen ·
Kazachstan ·
Kenia ·
Kirgizië ·
Laos ·
Letland ·
Libanon ·
Libië ·
Litouwen ·
Macau ·
Maleisië ·
Mali ·
Malta ·
Marokko ·
Mongolië ·
Myanmar ·
Nepal ·
Nieuw-Zeeland ·
Noord-Korea ·
Noorwegen ·
Oeganda ·
Oezbekistan ·
Oman ·
Pakistan ·
Palestina ·
Polen ·
Portugal ·
Qatar ·
Saoedi-Arabië ·
Singapore ·
Slowakije ·
Soedan ·
Sovjet-Unie ·
Syrië ·
Tadzjikistan ·
Taiwan ·
Thailand ·
Trinidad en Tobago ·
Tsjechië ·
Tsjecho-Slowakije ·
Tunesië ·
Turkmenistan ·
Verenigde Arabische Emiraten ·
Verenigde Staten ·
Vietnam ·
Wales ·
Zambia ·
Zimbabwe ·
Zuid-Korea ·
Zuid-Vietnam
Engeland (1982) · 
Frankrijk (1982) · 
Tsjecho-Slowakije (1982)
QFA · A-internationals · Bondscoaches · Statistieken · Qatarees vrouwenelftal · Qatar U21 · Qatar U20 · Qatar U19 · Qatar U18 · Qatar U17
1970 – 1979 ·
1980 – 1989 ·
1990 – 1999 ·
2000 – 2009 ·
2010 – 2019 ·
2020 − 2029
OS 1984 · 
OS 1992
1970 · 
1971 · 
1972 · 
1973 · 
1974 · 
1975 · 
1976 · 
1977 · 
1978 · 
1979 · 
1980 · 
1981 · 
1982 · 
1983 · 
1984 · 
1985 · 
1986 · 
1987 · 
1988 · 
1989 · 
1990 · 
1991 · 
1992 · 
1993 · 
1994 · 
1995 · 
1996 · 
1997 · 
1998 · 
1999 · 
2000 · 
2001 · 
2002 · 
2003 · 
2004 · 
2005 · 
2006 · 
2007 · 
2008 · 
2009 · 
2010 · 
2011 · 
2012 · 
2013 · 
2014 ·
2015 ·
2016 ·
2017 ·
2018 ·
2019 ·
2020 ·
2021 ·
2022 ·
2023 ·
2024
Afghanistan ·
Albanië ·
Algerije ·
Andorra ·
Argentinië ·
Australië ·
Azerbeidzjan ·
Bahrein ·
Bangladesh ·
België ·
Bhutan ·
Bosnië en Herzegovina ·
Brazilië .
Bulgarije ·
Burkina Faso ·
Cambodja ·
Canada ·
Chili ·
China ·
Colombia ·
Congo-Kinshasa ·
Costa Rica ·
Curaçao ·
Ecuador ·
Egypte ·
El Salvador ·
Estland ·
Filipijnen ·
Finland ·
Georgië ·
Ghana ·
Grenada ·
Griekenland ·
Guatemala ·
Haïti ·
Honduras ·
Hongarije ·
Hongkong ·
Ierland ·
IJsland ·
India ·
Indonesië ·
Irak ·
Iran ·
Ivoorkust ·
Jamaica ·
Japan ·
Jemen ·
Jordanië ·
Kazachstan ·
Kenia ·
Kirgizië ·
Koeweit ·
Kroatië ·
Laos ·
Letland ·
Libanon ·
Libië ·
Liechtenstein ·
Luxemburg ·
Malediven ·
Maleisië ·
Mali ·
Malta ·
Marokko ·
Mauritius ·
Mexico ·
Moldavië ·
Myanmar ·
Nederland ·
Nieuw-Zeeland ·
Noord-Ierland ·
Noord-Korea ·
Noord-Macedonië ·
Noorwegen ·
Oezbekistan ·
Oman ·
Pakistan ·
Palestina ·
Panama ·
Paraguay ·
Peru ·
Portugal ·
Rusland ·
Saoedi-Arabië ·
Schotland ·
Senegal ·
Servië ·
Singapore ·
Slovenië ·
Soedan ·
Sri Lanka ·
Syrië ·
Tadzjikistan ·
Thailand ·
Tsjechië ·
Tunesië ·
Turkije · 
Turkmenistan ·
Verenigde Arabische Emiraten ·
Verenigde Staten ·
Vietnam ·
Wales ·
Zimbabwe ·
Zuid-Korea ·
Zweden ·
Zwitserland
Ecuador (2022) ·
Nederland (2022)